# Roms kyrkor

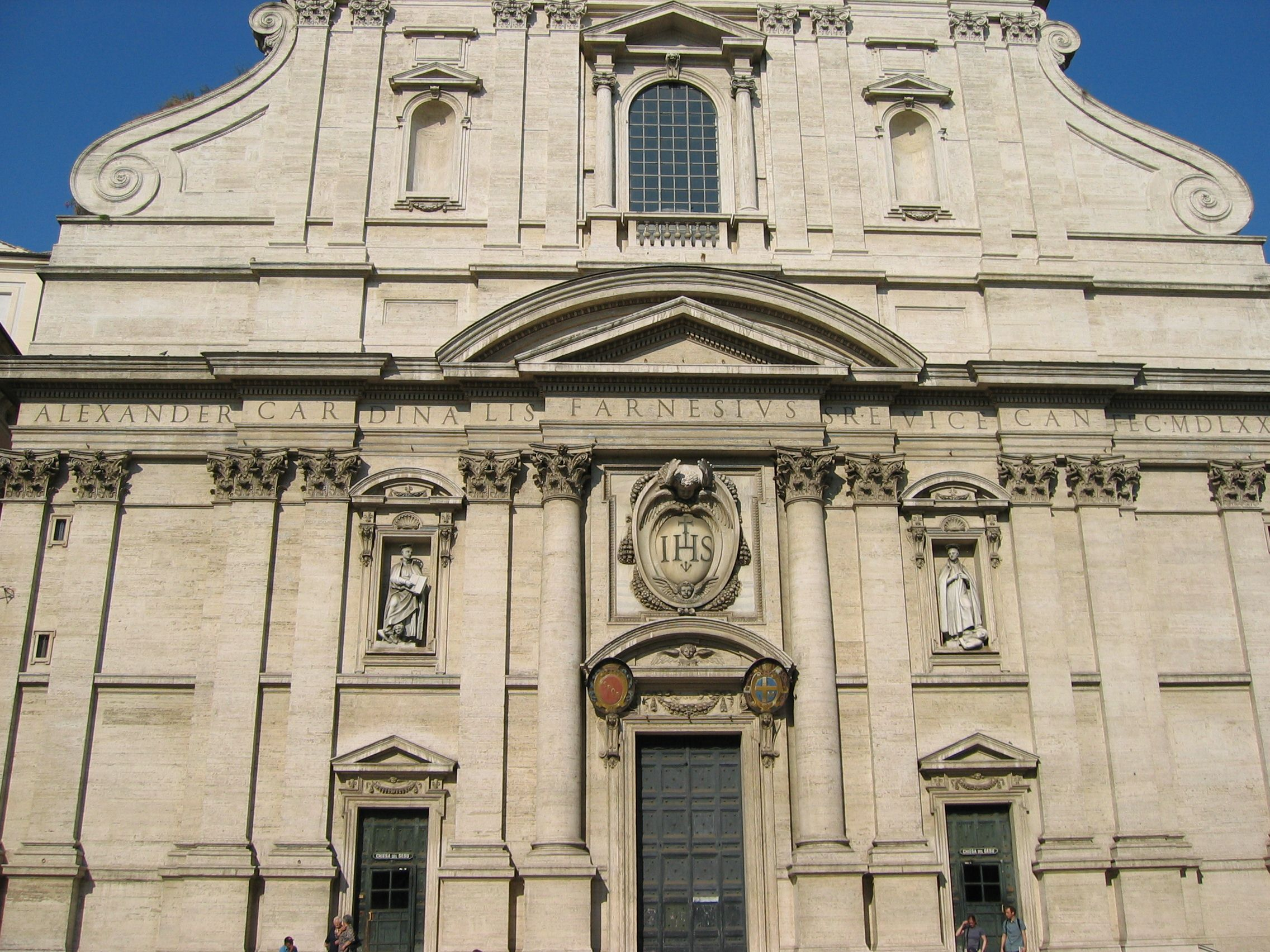
Kyrkan Il Gesù. Fasaden, ritad av Giacomo della Porta, räknas som barockens tidigaste i Rom.

Roms kyrkor uppgår, med förorter inräknat, till drygt 900 i antal. Rom är således världens kyrktätaste stad.
Stadens fyra så kallade patriarkalkyrkor är San Pietro in Vaticano, San Giovanni in Laterano, Santa Maria Maggiore och San Paolo fuori le Mura. Dessa fyra samt Santa Croce in Gerusalemme, San Lorenzo fuori le Mura och San Sebastiano fuori le Mura bildar de sju vallfartskyrkorna. De flesta arkitekturstilar är representerade bland Roms kyrkor.

## Historia

### Fornkristen tid
Under de första århundradena e.Kr., då kristendomsförföljelser förekom, samlades de kristna i privathus, så kallade tituli, där ett gudstjänstrum var inrett. När kristendomen senare sanktionerades av den romerska kejsarmakten, uppfördes ett flertal basilikor och centralkyrkor. Bevarade fornkristna basilikor är bland andra San Giovanni in Laterano, Santa Maria Maggiore, Santa Sabina och Sant'Agnese fuori le Mura. Santa Costanza och Santo Stefano Rotondo är exempel på centralkyrkor.

### Medeltiden
Medeltiden är ett komplicerat kapitel beträffande Roms kyrkoarkitektur då det är en lång period som inbegriper ett generellt förfall. Dessutom om- eller tillbyggdes många medeltida kyrkobyggnader under barockepoken. Välbevarade medeltida exempel utgör dock San Clemente, Santa Maria in Cosmedin, San Giorgio in Velabro och Santa Maria in Trastevere. Santa Maria sopra Minerva har Roms enda gotiska kyrkointeriör.

### Renässansen
Renässansstilen är välrepresenterad bland stadens sakrala byggnader. Här kan nämnas Santa Maria del Popolo, Sant'Agostino samt San Pietro in Montorio med Bramantes Tempietto.
Roms och tillika världens största kyrkobyggnad San Pietro in Vaticano, Peterskyrkan, påbörjades 1506, men kom inte att invigas förrän 1626. Den innehåller följaktligen arkitektoniska element från både renässans och barock.

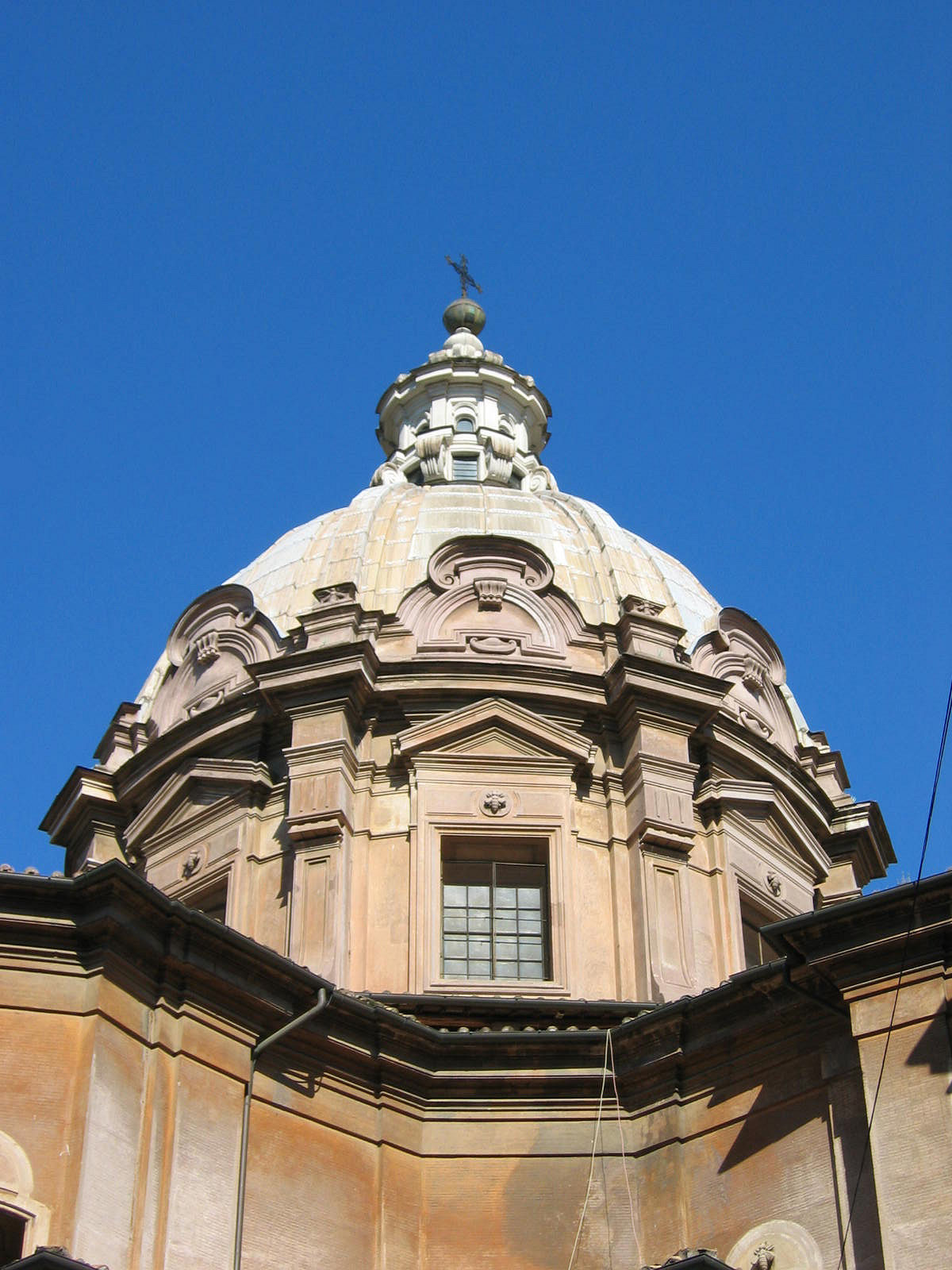
Barockkupol: Santi Luca e Martina. Arkitekt: Pietro da Cortona.

### Barocken
Barocken är den förhärskande stilen i Rom. Från cirka 1575 och ungefär 150 år framåt ritades och uppfördes det ett stort antal barockkyrkor i Rom. Det karakteristiska draget i en barockkyrkas exteriör är dess ståtliga, skärmliknande fasad. Fasaden till Il Gesù (1568–1584) blev stilbildande för den fortsatta utvecklingen. En barockkyrkas övriga tre murväggar är sällan utsmyckade. Roms stadssilhuett präglas i hög grad av de barockkupoler, som reser sig upp ur kvarteren. Förteckningen över stadens barockkyrkor skulle kunna göras mycket omfattande, men förnäma exempel är Sant'Andrea della Valle, Santa Susanna, Sant'Agnese in Agone och San Carlo al Corso.

### Rokokon
Barockens efterföljande stil, rokokon, representeras av i huvudsak två kyrkor, Santa Maria della Quercia och Santa Maria Maddalena.

### Nyklassicismen
Nyklassicism märks i fasaderna till Santa Maria del Priorato, San Pantaleo och San Rocco.

### Modern tid
Kyrkor från modern tid återfinns företrädesvis i Roms ytterområden. Två exempel är Santi Pietro e Paolo (fullbordad 1955) i EUR samt Chiesa della Divina Sapienza (1947), som är belägen vid Roms universitetsområde, Città Universitaria.

## Alfabetisk förteckning (urval)
Kyrkornas namn sorteras efter helgonnamn och därefter efter tillnamnet (italienska cognome).
- Sant'Agnese fuori le Mura
- Sant'Agnese in Agone
- Sant'Agostino in Campo Marzio
- Sant'Andrea al Quirinale
- Sant'Andrea della Valle
- Santi Apostoli
- San Carlo alle Quattro Fontane
- Santa Cecilia in Trastevere
- San Clemente
- Santi Cosma e Damiano
- Santa Costanza
- San Crisogono
- Santa Croce in Gerusalemme
- Santa Francesca Romana
- Il Gesù
- San Giorgio in Velabro
- San Giovanni dei Fiorentini
- San Giovanni in Laterano
- Santi Giovanni e Paolo
- Sant'Ignazio
- San Lorenzo in Lucina
- San Lorenzo fuori le Mura
- San Luigi dei Francesi
- San Marcello al Corso
- San Marco
- Santa Maria degli Angeli
- Santa Maria in Aracoeli
- Santa Maria della Concezione dei Cappuccini
- Santa Maria della Concezione in Campo Marzio
- Santa Maria della Concezione delle Viperesche
- Santa Maria in Cosmedin
- Santa Maria Maggiore
- Santa Maria ad Martyres (Pantheon)
- Santa Maria sopra Minerva
- Santa Maria della Pace
- Santa Maria del Popolo
- Santa Maria in Traspontina
- Santa Maria in Trastevere
- Santa Maria in Vallicella (Chiesa Nuova)
- Santa Maria della Vittoria
- Santa Maria Maddalena
- San Paolo fuori le Mura
- San Pietro in Montorio
- San Pietro in Vincoli
- San Pietro in Vaticano
- Santa Prassede
- Santa Pudenziana
- Santi Quattro Coronati
- Santa Sabina
- Santo Spirito in Sassia
- San Sebastiano fuori le Mura
- Santissima Trinità dei Monti